# وکوارکوا
وکوارکوا (به لاتین: Vecvārkava) یک منطقهٔ مسکونی در لتونی است که در Vārkava municipality واقع شده‌است.